# Olivier Mellano
Olivier Mellano (né à Paris, France en 1971) est un musicien, compositeur, improvisateur, auteur et guitariste dans plus de cinquante groupes depuis le début des années 90, il alterne projets pop-rock et compositions pour orchestre symphonique, ensemble de 17 guitares électriques, clavecins, orgue, voix ou quatuor à cordes.
Son travail de composition s'étend également au cinéma, au théâtre, à la danse et à la littérature. Il entame parallèlement un travail d'écriture et a publié deux livres depuis 2008.

## Biographie
Né à Paris en 1971, Olivier Mellano commence le violon à 6 ans et passe son adolescence en Bretagne. Il suit ensuite des études de musicologie à Rennes durant lesquelles il travaille en tant que violoniste ou guitariste avec les groupes Roâde, Complot Bronswick, Venus de Rides, Bruno Green, Dominic Sonic. C'est aussi à cette période qu'il participe à la création du label discographique Rrose Sélavy. 
En 1995, il part avec Miossec pour 2 tournées et 2 albums. On le retrouve au violon sur le deuxième album de l’Américano-Suisse Polar, Bi-Polar, sur le troisième album de Sloy, Electrelite, ainsi que sur un titre du musicien africain (sénégalais) Wasis Diop, Toxu.
En 1998, il crée l’Île Électrique, un projet scénique et expérimental dont il assure la création, la coordination et la direction artistique. Lors des sept éditions, des Rencontres Trans Musicales de Rennes aux Nuits Botaniques de Bruxelles, il y propose un mélange éclectique de musique classique, expérimentale, rock, de vidéo, voire de danse contemporaine avec la chorégraphe Christine Le Berre pour qui il a composé quatre pièces. Les représentations de l’Île Électrique accueillent les participations de nombreux artistes dont Yann Tiersen, Katerine ou Robin Guthrie.
L’Île électrique est aussi un moyen pour Mellano de présenter au public ses propres projets, comme le Pink Iced Club, qui interprète ses pièces pour 8 guitares électriques. 
En 2000, il co-fonde le groupe Mobiil, avec Gaël Desbois, projet électro-pop en français qui trouve notamment un écho auprès du public espagnol. Mobiil sort 3 albums Prendre l’eau en 2001, Contre le centre en 2004 et Fondre sur les Hyènes en 2007. Olivier Mellano est à la guitare, au chant et écrit les textes. Mobiil crée le Mobiil sPoETial Opéra, un concert-spectacle avec acteurs et multi-diffusion vidéo et sonore.
Abandonnant définitivement le violon pour se consacrer à la guitare, il rejoint Dominique A en 1999 sur la tournée de l’album Remué et participe à l’enregistrement de ses disques Auguri puis L'Horizon. On le retrouvera ensuite aux côtés de Françoiz Breut et plus récemment de Bed de Benoît Burello, Laetitia Shériff ou du groupe de rap Psykick Lyrikah .
En 2004, à la suite de la commande de la Fondation Cartier, il compose son premier ciné-concert sur L'Aurore de Friedrich Wilhelm Murnau. Il composera ensuite des ciné-concerts sur Duel de Spielberg et Buffet Froid de Bertrand Blier qu'il interprétera dans le monde entier.
En 2006 il sort chez Naïve Classique, La Chair des Anges, un disque comprenant ses pièces pour clavecins et orgue, octuor de guitares électriques, quatuor à cordes ou quatuor vocal, à mi-chemin de la musique baroque et contemporaine et qui rassemble la soprano Valérie Gabail, le Quatuor Debussy, Bertrand Cuiller, Émilie Nicot, Caroline Bardeau, Olivier Vernet, le Pink Iced Club et Les Voix Imaginaires. La Chair des Anges sera présentée entre autres à l'église St Eustache (Paris) lors de la Nuit Blanche en 2006 ou à la basilique St Denis lors du festival de St Denis en 2013.
En 2008 il publie son premier livre « La Funghimiracolette » recueil de pièces musicales imaginaires édité par les Éditions MF et réédité en 2014. 
Parallèlement à ce travail de composition il explore le champ de la musique improvisée en solo ou en duo aux côtés de François Jeanneau, John Greaves (musicien), Bertrand Chamayou, Thierry Escaich, Robin Guthrie, Dick van der Haarst, Jacques Thollot, Claude Parle, Régis Boulard, Jean-François Vrod, Jessica Constable, Jean-François Vrod, Frédéric Le Junter,  Jessica Constable, Vincent Ferrand, Benoît Burello. Il accompagne les écrivains André Markowicz, Laure Limongi, Christophe Claro, Eric Meunié, Mehdi Belhaj Kacem, Jean-Michel Espitallier, Emmanuel Tugny, Bastien Gallet, Sylvain Coher, Nadia Xerri-L ou les comédiens Nathalie Richard, Bruno Blairet, Carlo Brandt.
En 2012 à la suite de la commande de l'Orchestre Symphonique de Bretagne, il compose le triptyque « How we tried an new combination of notes to show the invisible or even the embrace of the eternity », soit une version symphonique interprétée par L'OSB dirigé par Jean-Michaël Lavoie et la soprano Valérie Gabail, une version pour 17 guitares électriques, batterie et voix interprétée par Olivier Mellano et le chanteur Simon Huw Jones du groupe And Also The Trees et une version électro hip-hop interprétée par MC Dälek, Black Sifichi et ARM. Le triple album sort chez Naïve Classique accompagné d'un film réalisé par Alanté Kavaïté. Le triptyque est créé à l'Opéra de Rennes en décembre 2012 lors du festival Transmusicales.
Il compose également pour la danse, le cinéma et le théâtre signant entre autres la musique de Par les villages de Peter Handke mis en scène par Stanislas Nordey avec Emmanuelle Béart et Jeanne Balibar créé dans la Cour d'Honneur du Palais des Papes au Festival d'Avignon 2013.
En 2014 il revient à la pop noise et sort son album solo MellaNoisEscape.
Depuis 2015, Olivier Mellano collabore avec le batteur Régïs Boulard sous le nom de NO&RD. 
En 2016, Il sort un album vinyle joint au portfolio TAN (Dégât des Eaux) qui accompagne l’exposition des photos de Richard Dumas du Parlement de Bretagne prises au matin de l’incendie le 5 février 1994. Il crée la musique du film d’animation de Sébastien Laudenbach, « La jeune fille sans mains » et celle du long métrage d’Émilie Deleuze « Jamais contente ». Live, il joue sur scène « Nourrir la Lune »  la dernière pièce de Florent Trochel.
Concomitamment, Olivier Mellano se consacre à sa nouvelle création musicale No Land entre musiques actuelles et musique nouvelle. Pour ce projet, il convie Brendan Perry, le chanteur de Dead Can Dance et le Bagad de Cesson-Sévigné. 2018 il monte le projet BAUM autour des Mélodies de Gabriel Fauré, il ne quitte pas pour autant l'univers du rock et sort le deuxième album de son projet pop-noise MellaNoisEscape. 2019, il forme le trio Coddiwomple avec G.W. Sok de The Ex. Il multiplie les lectures musicales : poétiques avec Hélène Frappat, Laure Gauthier, scientifique avec Étienne Klein ou philosophique avec Pacôme Thiellement.  
Il s'associe avec Mona Soyoc, chanteuse et guitariste américaine, connue comme moitié féminine de KaS Product et sort l’album de Mellano Soyoc : Alive  en 2022.
Le 15 juin 2023, il a publié son second livre Exprosion Improsion aux Éditions MF.

## Discographie, créations musicales et autres participations

### Discographie Olivier Mellano
- 2023 Cores - Music for Adrien M & Claire B (Olivier Mellano avec la voix de Kyrie Kristmanson / Ulysse Maison d’Artistes)
- 2022 Alive  - Mellano Soyoc (Olivier Mellano et Mona Soyoc / IDO Productions)
- 2018 Heartbeat of the Death - MellaNoisEscape (Olivier Mellano avec Valentina Magaletti et Miët / Ulysse Maison d'Artistes - Sony Music France)
- 2017 No Land (Olivier Mellano avec Brendan Perry et Bagad Cesson / World Village [PIAS])
- 2016 TAN Dégât des eaux (Olivier Mellano - Richard Dumas / Les Éditions de Juillet)
- 2014 MellaNoisEscape (Olivier Mellano / Ulysse Productions)
- 2014 Ekaterina Ivanovna - Pièces pour piano et ondes Martenot (Idwet/L'unijambiste)
- 2012 How we tried a new combination of notes to show the invisible... (Naïve)
- 2011 Herem - Ouvrage collectif avec A.Markowicz & D.Ramaën (Le dernier télégramme/L'unijambiste)
- 2009 Ici Londres - Ouvrage collectif avec V.Cuvelier, A.Herbauts & A.Luneau (Editions du Rouergue)
- 2008 Ralbum - Ouvrage collectif avec L.Limongi, E.Tugny... (Laureli/Léo Scheer)
- 2006 La Chair des Anges (Naïve)
- 2004 Pièces pour clavecin (La grange à disques)

### Autres albums
Coddiwomple   (Olivier Mellano avec Nicolas Lafourest et G.W.SOK)
- 2020 « The WALK and Other Stories » (A tant Rêver du Roi)

BAUM  (Simon Dalmais, Anne Gouverneur, Maëva Le Berre, Olivier Mellano)
- 2018 « Ici-Bas - Les mélodies de Gabriel Fauré » (avec Dominique A, Jeanne Added, BabX, Camille, Élise Caron, Judith Chemla, Hugh Coltman, Étienne Daho, John Greaves, Piers Faccini, Philippe Katerine, Kyrie Kristmanson, JP Nataf, Sandra Nkaké, Himiko Paganotti, Brendan Perry, Thomas de Pourquery, Albin de la Simone, Rosemary Standley / Sony Classical)

NO&RD 
- 2016 « NO&RD » (Bandcamp)

Régïs Boulard 
- 2015 « La Machine Couchée » (Signature/Radio France)

Filiamotsa 
- 2015 « Like it is » (AAgo)

Olivier Mellano & Noël Akchoté 
- 2015 « Echox » (Bandcamp)

John Greaves
- 2015 « Verlaine Gisant » (Signature/Radio France)

Régïs Boulard
- 2014 « Après tout » (Bandcamp)

Psykick Lyrikah
- 2013 « Jamais trop tard » (Yotanka)
- 2012 « Cahier d'un retour au pays natal /Aimé Césaire » (Bandcamp)
- 2010 « Acte 2 » (Bandcamp)
- 2008 « Vu d'ici » (Idwet)
- 2007 « Acte » (Idwet)
- 2004 « Des lumières sous la pluie » (Idwet)

Jaromil
- 2010 « Jetlag Memories » (Socadisc)

Robert Le Magnifique
- 2009 « Knives in hems » (Idwet/L'unijambiste)
- 2008 « Oh yeah baby » (Idwet)
- 2003 « Hamlet II » (Idwet/L'unijambiste)

DPU
- 2008 « Daniel Paboeuf Unity » (Il Monstro)

XmasX
- 2008 « XmasX » (range ta chambre)

Laetitia Sheriff
- 2008 « Games over » (Fargo)
- 2004 « Codification » (Naïve)

Dominique A
- 2007 « Sur nos forces motrices - live » (Olympic Disk)
- 2006 « L'horizon » (Olympic disk)
- 2002 « Le détour » (Virgin)
- 2001 « Auguri » (Virgin)

Betty Ford Clinic
- 2007 « Conspiracies, Cover-Up & Crimes » (Beast Records)

Mobiil
- 2007 « Fondre sur les hyènes » (Idwet)
- 2005 « Contre le centre » (La grange à disques)
- 2001 « Prendre l’eau » (Secta records)

Nestor Is Bianca
- 2006 « Out of the  the nest » (Montauk)
- 2001 « Nestor is bianca » (La grange à disques)

Bed
- 2005 « New Lines » (Ici d'ailleurs)
- 2003 « Spacebox » (Ici d'ailleurs)
- 2001 « The Newton Plum » (Ici d'ailleurs)

Fred Vidalenc
- 2006 « Quelque chose dans l'ordre » (Wagram)
- 2002 « La latitude des chevaux » (Les Messieurs)

Compilation
- 2005 « Bouchazoreille Slam Experience »

Mudflow
- 2004 « A life on standby » (No vice)

Françoise Breut
- 2000 « L’origine du monde » single (Labels)

Refree (Espagne)
- 2003 « Nones » (Acuarela)

Miss Mary Mack
- 2003 « 9 songs » (Modèle anatomique)

Polar
- 1999 « Bi-Polar » ( Pias)

Lamour
- 1999 « Sanzao » (Bnc Production)

Sloy
- 1998 « Electrelite » (Pias)

The Guilt
- 1998 « Ad Solem »

Wasis Diop
- 1999 « Toxu » (Mercury)

Yann Tiersen
- 1999 « Tout est calme » (Ici d'ailleurs)

Miossec
- 1998 « A Prendre » (Pias)
- 1997 « Baiser » (Pias)

Santa Cruz
- 2003 « Santa Cruz » (Hasta Luego Recordings)

Bruno Green
- 2005 « Horse Mood » (La grange à disques)
- 1999 « A Tombeau Ouvert » (Silent records)
- 1995 « Friday » (Ulm)
- 1993 « Digging for happiness » (Silent Records)

Vein
- 1996 « Les années retournées » (Rrose Sélavy)

Complot Bronswick
- 1995 « Complot » (Rrose Sélavy)

Rrose Selavy
- 1998 Compilation 2 (Rrose Sélavy)
- 1994 Compilation 1 (Rrose Sélavy)

Venus De Rides
- 1991 « Vénus de rides » (Rrose Sélavy)

### Autres participations studio
Goldfrapp (GB) single Strict Machine remix Daniel Presley (unreleased), Les Marquises (remix), Moon Pilot, Loup Barrow, Martha Jane (Be), Dominic Sonic, Maujard, Little Rabbits (NYC project), Frandol (Roadrunners), Gallous, Core Dump, Betty Ford Clinic, Bikini Machine...
En 2007 pour 9 Km 450, il réalise le titre Henri Fréville,.

### Musiques de films
Longs métrages
- « Pollock & Pollock » Isabelle Rèbre 2022
- « Simple Women » Chiara Malta 2022
- « L'Oiseau de paradis » Paul Manaté 2020
- « Jamais Contente » Émilie Deleuze 2017
- « La Jeune Fille sans mains » Sébastien Laudenbach 2016
- « Halbschatten » Nicolas Wackerbach 2013
- « Le fil d'Ariane » Marion Laine 2012
- « How we tried a new combination of light » Alanté Kavaïté (scénario O.Mellano/A. Kavaïté) 2012
- « Un poison violent » Katell Quillévéré  Quinzaine des réalisateurs 2010  / Prix Jean Vigo 2010

Courts métrages
- « Yugo »  Carlos Gómez Salamanca (JPL Films - IKKI Films - Nocroma - ARTE F) 2022
- « Vibrato »  Sébastien Laudenbach (3e Scène) 2017
- « L'aveugle et la Cardinale » Frédérick Laurent 2015
- « Méandres» / « Métamorphoses » moyen métrage et 6 épisodes F. Mihaille, E. Bouedec, M.Philippon 2013
- « XI La force » Sébastien Laudenbach 2012
- « Vasco »  Sébastien Laudenbach  (Semaine de la critique Cannes) 2010
- « Le jour de Gloire » Bruno Collet  (Prix pour la musique du Festival International de Soria) 2007
- « Out » Marie Baptiste Roche
- « A sa trace » Jean-Marie Vinclair
- « Des Ecchymoses » Car Lionnet
- « J'avais New-York dans ma poche intérieure » Florent Trochel

Documentaires
- « Moruroa papa »  Paul Manate Raoux 2022
- « Odile Decq at work »  Martine Gonthier 2009
- « Comme une ligne rouge sur la mer » Chantal Gresset & Richard Volante 2009

Musicien sur
- « Dans les cordes » Magaly Richard Serrano 2007
- « Où tu vas » Fred Gélard 1996

### Compositions pour le théâtre
- « Ce qu’il faut dire » de Léonora Miano par Stanislas Nordey 2021
- « Rothko Untitled #2 » de Olivier Mellano et Claire ingrid Cottanceau 2020
- « Qui a tué mon père » de Édouard Louis par Stanislas Nordey 2019
- « Face à la Mère » d'Alexandra Tobelaim 2018
- « Ersatz » de Julien Mellano 2018
- « Nova Oratorio » (textes de « Par les Villages » de Peter Handke) de Olivier Mellano et Claire ingrid Cottanceau 2017
- « Fulmine » de Charlotte Blin 2017
- « Le Fils » de Marine Bachelot Nguyen, mis en scène et scénographié par David Gauchard 2017
- « Nourrir la Lune » Florent Trochel 2016
- « Affabulazione » de Pier Paolo Pasolini par Stanislas Nordey (O. Mellano interprète sur scène) 2015
- « 9 petites filles » de Sandrine Roche par Stanislas Nordey 2014
- « Ekaterina Ivanovna » David Gauchard, Cie L'Unijambiste 2014
- « Par les villages » de Peter Handke par Stanislas Nordey (Création Festival d'Avignon 2013 Cour d'honneur) (O. Mellano interprète sur scène) 2013
- « Montagne 42 » Florent Trochel 2013
- « Trois bonheurs » Florent Trochel 2013
- « Démangeaisons de l'oracle » Florent Trochel 2012
- « Blanche Neige » Nicolas Lieutard (film de Florent Trochel) 2011
- « Herem » Cie L'Unijambiste, A. Markowicz (O. Mellano interprète sur scène) 2010
- « Gargantua » Cie Aïe Aïe Aïe 2010
- « Richard 3 » David Gauchard Cie L'unijambiste (O. Mellano interprète sur scène) 2009
- « Prends soin de l'ours » Théâtre de l'Arpenteur 2006
- « Démiurges » Bob Théâtre 2007
- « Nosferatu » Bob Théâtre 2003

### Ciné-concerts
- « L’Heure du Loup » de Ingmar Bergman 2019
- « Le Président » de Carl Theodor Dreyer (improvisation) Commande du festival Lumière Lyon 2009
- « Images d'archives du pays de l'Ain » (improvisation) Commande de la ville de Bourg en Bresse
- « Pinocchio » de Comencini avec Massimo Dean et Vincent Guédon. Commande du Festival Travelling 2008
- « El Vampiro » de Mendès avec F.Ripoche, F.Pellegrini, J.Grubic à Tucson (Arizona) 2008
- « Buffet Froid » de Bertrand Blier. Commande du Festival Travelling 2007
- « Duel » de Steven Spielberg. Commande du festival du moyen métrage de Brive 2006
- « L'Aurore » de F.W Murnau. Commande de la Fondation Cartier pour Le Printemps de septembre à Toulouse 2005

### Musiques pour pièces chorégraphiques
- Duo improvisé avec Boris Charmatz Biennale de Turin Nov 2011
- « Fouille » de Franck Picard Cie Jean-Pierre
- « Pour la Peau » Cie Christine Le Berre
- « Anticorps 7 » Cie Christine Le Berre
- « La Chair des Anges » Cie Christine Le Berre
- « L’Antre » Cie Christine Le Berre
- « Acqua Alta » Cie Adrien M & Claire B 2019

### Musiques pour installations ou œuvres plastiques
- Exposition Mirages et Miracles, Cie Adrien M & Claire B 2017
- Installation L'Ombre de la Vapeur Cie Adrien M & Claire B, fondation Martell, Cognac 2018
- Livre pop-up en réalité augmentée Acqua Alta, Cie Adrien M & Claire B 2020

### Œuvres
- « Gnat's drowning in the eye of Klaus Kinski » pièce pour 8 guitares électriques
- « As the fire's tongues of earthly pleasure lick's the Holy's wings » pièce pour 8 guitares électriques et 2 voix
- « La chair des anges » pièce pour 2 clavecins et orgue
- « Eterre » pièce pour clavecin seul
- « riVIEre » Quatuor à cordes n°1
- « Chant d'électrons » pièce électronique
- « Animarum perpetuus motus I »  pièce pour voix seul
- « Animarum perpetuus motus II » pièce pour 4 voix
- « Propter vos » pièce pour 3 voix, clavecin, orgue et violoncelle
- « The moving air » pièce pour orgue à 4 mains
- « Somnia formidolorosa » pièce pour 8 guitares électriques et 2 voix
- « Dead sparkling stars » pièce pour voix, guitares électriques, clavecins, quatuor à cordes et orgue
- « How we tried a new combination of notes to show the invisible or even the embrace of the eternity » pièce pour orchestre symphonique et voix
- « How we tried a new combination of noise to show the invisible or even the embrace of the eternity » pièce pour 12 guitare électriques, batterie et voix
- « How we tried a new combination of one/0 to show the invisible or even the embrace of the eternity » pièce pour programmations et voix
- « Ekaterina Ivanovna » 13 pièces pour piano et Ondes Martenot

### Créations
Création, coordination, programmation et direction artistique :
- Cartes Blanches dans le cadre du Festival Panoramas de Morlaix, à L'Antipode MJC de Rennes et à La Vapeur de Dijon avec entre autres : Abstrackt Keal Agram, Robert le Magnifique, Dominique A, Marc Anthony, Bed, ARM, Robin Guthrie, Mobiil, Laetitia Shériff, Nestor Is Bianca, Psykick Lyrikah, Oslo Telescopic, Jaromil, Sébastien Schuller, Discodoom, Patrick Suchet
- Six éditions de l'Île Électrique entre 1998 et 2004 à Vendôme, Paris et Rennes avec entre autres : Robin Guthrie, Bed, Laetitia Shériff, Ondes Chavirés, Core Dump, Bertrand Cuiller, Purée Dure, Pink Iced Club, Ondes Chavirés, T.A.D, Iologic, Vincent Ferrand, Emma, Daniel Paboeuf, Serge Teyssot-Gay & Marc Sens, Christine leberre, Amor Belhom Duo, Bosco, Katerine, Dominique A, Tank Debil, Enihcam, Rodolphe Burger, Bruno Green, Bed, Pink Iced Club, Eufola Roop, Pierre Fablet, Eufola Roop, Yann Tiersen, The Married Monk, Sloy

Autres créations :
- Création de ciné-concert sur Duel de Steven Spielberg, L'aurore de Friedrich Wilhelm Murnau et Buffet Froid de Bertrand Blier.
- Création de siestes musicales pour les 20 ans de la radio Canal B, diffusées au Parc du Thabor à Rennes en  2004.
- Musique pour différentes chorégraphies de Christine Le Berre.
- Création Résidence Mobiil / Olympic / Ministère de la culture. Concert spectacle avec 4 écrans et quadriphonie.
- Mise en musique de textes pour le théâtre Adolescendo, pour 2 pièces du théâtre de l’Imaginoire, pour la pièce Nosferatu de Bob Théâtre.
- Musique pour les courts métrages La mémoire de l’armoire, Le jour de gloire..., Où tu vas de Fred Gélard, les choses de la nature de Julien Mellano, A sa trace de Jean-Marie Vinclair.

### Musicien de scène
Olivier Mellano a joué sur scène avec les artistes suivants : Bed, Dominique A, Laetitia Shériff, Psykick Lyrikah, Mobiil, Françoise Breut, Pink Iced Club, Dominic Sonic, Miossec, Vénus de Rides, Complot Bronswick,  Bruno Green, Roâde, Fils de Novembre, Yann Tiersen, Married Monk, Oslo Telescopic, Core Dump, Amor Belhom duo, Emma, Vein, Dominique Petitgand, Refree

## Autres activités

### Écriture
Exprosion Improsion -  (ISBN 978-2-37804-064-2) : ouvrage sorti en juin 2023 aux Éditions MF.
Rothko Untitled#3 / Noir, gris, calque / 2020 de Claire ingrid Cottanceau et Olivier Mellano : Cinq conversations autour de la peinture de Rothko avec Georges Didi-Huberman, Susza Hantaï, Fabrice Midal, Jean-Luc Nancy, Arthur Nauzyciel - Le Poème de la Chapelle Rothko de John Taggart  Éditions l’Atelier du Bourg février 2020.
La Funghimiracolette et autres trésors de l'équilibre -  (ISBN 978 2 915794 71 7) : recueil de textes poétiques sorti en mai 2008 - réédité en 2014 Éditions MF.
A chacun sa place -  (ISBN 978 2 917817 00 1) - Livre + CD audio (participation : l'Internationale revisitée. (éditions) La Contre Allée 2008.

### Label
1993-1998 Participation à la création du label discographique Rrose Sélavy :
Sortie de 2 compilations-objets / divers artistes.
Sortie des albums de Vein, Emma, Torii Kami, Vénus de Rides, Complot Bronswick.
Concerts performances multi arts (Transmusicales, Folies Rennaises, etc.).

### DJ
Dj sets à Barcelone (mond club), Paris (Batofar), Blois, Rennes, Mâcon...

### Sessions guitare improvisée
En solo à Bruz, Rennes, Vendôme et Ploërmel. En duo à Rennes avec l'écrivain Emmanuel Tugny et au Trabendo à Paris avec R.Boulard. En trio à Rennes avec Gaël Desbois et Tonio Marinesco et avec BODOM (Régis Boulard et L.L. de Mars).